# زودرگلرزن
سودرگلرزن (به آلمانی: Südergellersen) یک شهر در آلمان است که در لونبورگ واقع شده‌است. سودرگلرزن ۱٬۶۱۰ نفر جمعیت دارد.